# بروبانولامين
البروبانولامينات (بالإنجليزية: Propanolamine)‏ هي مركبات كيميائية مُعظمها عبارة عن أدوية، وهيَ كحولات أمينية مُشتقة مِن 1-أمين-2-بروبانول.
تتضمن البروبانولامينات المُركبات التالية:
- أسيبوتولول
- أتينولول
- بيتاكسولول
- بيسوبرولول
- ميتوبرولول
- نادولول
- بنبيوتولول
- فينيل بروبانولامين
- بيندولول
- براكتولول
- بروبرانولول
- ريتودرين
- تيمولول